# Тест Хаусмана
Тест Хаусмана, называемый также тестом Ву-Хаусмана или Дарбина-Ву-Хаусмана — применяемый в эконометрике тест для сравнения моделей, оцененных разными методами, один из которых позволяет получить состоятельные оценки и при нулевой и при альтернативной гипотезе, а другой — только при нулевой гипотезе.
В частности, тест позволяет сравнить оценки метода наименьших квадратов и метода инструментальных переменных. Нулевая гипотеза заключается в том, что факторы модели экзогенны, альтернатива — что эндогенны. В обоих случаях метод инструментальных переменных дает состоятельные оценки (инструменты по определению предполагаются экзогенными). А метод наименьших квадратов дает состоятельные оценки только при экзогенности факторов. Таким образом, если нулевая гипотеза выполнена, то оценки разных методов асимптотически эквиваленты, в противном случае различия между ними будут значимыми. Тем самым тест позволяет оценить экзогенность факторов модели.

## Описание теста
Пусть имеются оценки линейной модели методом наименьших квадратов и методом инструментальных переменных. Нулевая гипотеза заключается в том, что обе оценки состоятельны. Это означает, что факторы модели являются экзогенными. Статистика теста равна
{\displaystyle ({\hat {b}}_{IV}-{\hat {b}}_{OLS})^{T}({\hat {V}}_{{\hat {b}}_{IV}}-{\hat {V}}_{{\hat {b}}_{OLS}})^{-1}({\hat {b}}_{IV}-{\hat {b}}_{OLS})}
Данная статистика имеет асимптотическое распределение Хи-квадрат с количеством степеней свободы, равным рангу матрицы {\displaystyle {\hat {V}}_{{\hat {b}}_{IV}}-{\hat {V}}_{{\hat {b}}_{OLS}}}, где
{\displaystyle {\hat {V}}_{{\hat {b}}_{OLS}}=s^{2}(X^{T}X)^{-1}~,~{\hat {V}}_{{\hat {b}}_{IV}}=s^{2}(X^{T}P_{Z}X)^{-1}~,~P_{Z}=Z(Z^{T}Z)^{-1}Z^{T}~,~s^{2}=ESS/(n-k)}.
Если статистика превышает критическое значение, регрессоры модели нельзя считать экзогенными, поэтому лучше использовать метод инструментальных переменных. В противном случае можно считать, что регрессоры не хуже инструментов и применять обычный МНК.
Иногда используется следующий вариант теста. На первом шаге оценивается МНК-регрессия факторов на инструменты. На втором шаге оценивается (также с помощью МНК) регрессия объясняемой переменной на исходные факторы и оценки этих факторов, полученных на первом шаге (или остатки регрессий, полученных на первом шаге). Если коэффициенты при дополнительных переменных совместно значимы (проверяется стандартными тестами — тест Вальда, F-тест, t-статистики), то регрессоры являются эндогенными.